# Dictionnaire philosophique
Dictionnaire philosophique ("Filosofiskt uppslagsverk") är det främsta av Voltaires filosofiska arbeten och innehåller de artiklar Voltaire skrev till den stora franska encyklopedin, plus flera mindre stycken. Verket innehåller kritik av franska politiska institutioner liksom mot Voltaires personliga fiender, men mest har verket sin udd riktad mot Bibeln och den katolska kyrkan. Arbetet är för ytligt för att kategoriseras som filosofiskt arbete av samma dignitet som Kant eller John Rawls, men innehåller skarpa och insiktsfulla observationer av konkreta problem.